# Freycinetia santacruzensis
Freycinetia santacruzensis är en enhjärtbladig växtart som beskrevs av Huynh. Freycinetia santacruzensis ingår i släktet Freycinetia och familjen Pandanaceae.
Artens utbredningsområde är Santa Cruzöarna. Inga underarter finns listade.